# بخش مرکزی شهرستان آغاجاری
بخش مرکزی آغاجاری یکی از بخش‌های تابعه شهرستان آغاجاری در استان خوزستان در جنوب غربی ایران است.

## تقسیمات کشوری
- دهستان آغاجاری
  - کوه نبید ایستگاه تقویت تلویزیون
  - گاوداری احمدی
  - انبار شرکت نفت
  - ایستگاه تقویت فشار گاز مکوندی فر
  - بهره‌برداری دو آغاجاری
  - شرکت تعاونی ماهی طلایی جنوب
  - شهرک صنعتی

شهرها: آغاجاری

## جمعیت
بنابر سرشماری مرکز آمار ایران، جمعیت بخش مرکزی شهرستان آغاجاری در سال ۱۳۹۵ برابر با ۱۱۹۱۲ نفر بوده‌است.